# 岡田撫琴
岡田撫琴（おかだ ぶきん、1873年 - 1940年5月10日）は、日本の新聞事業者、文人、政客。1915年（大正4年）開催の「家康忠勝両公三百年祭」を実行面で取りしきった。近代岡崎市の文化発展に寄与した人物の一人。

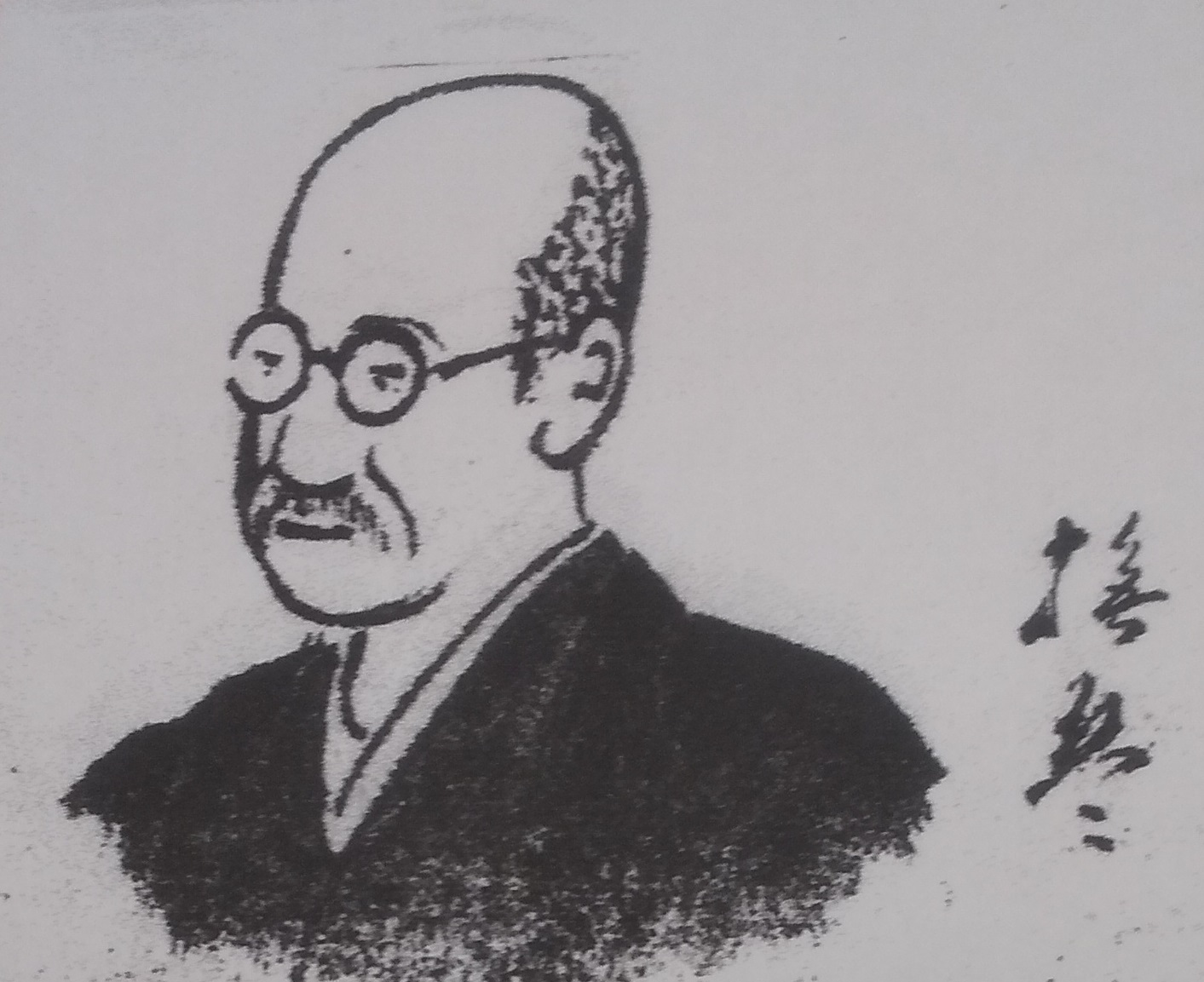
自画像

## 経歴

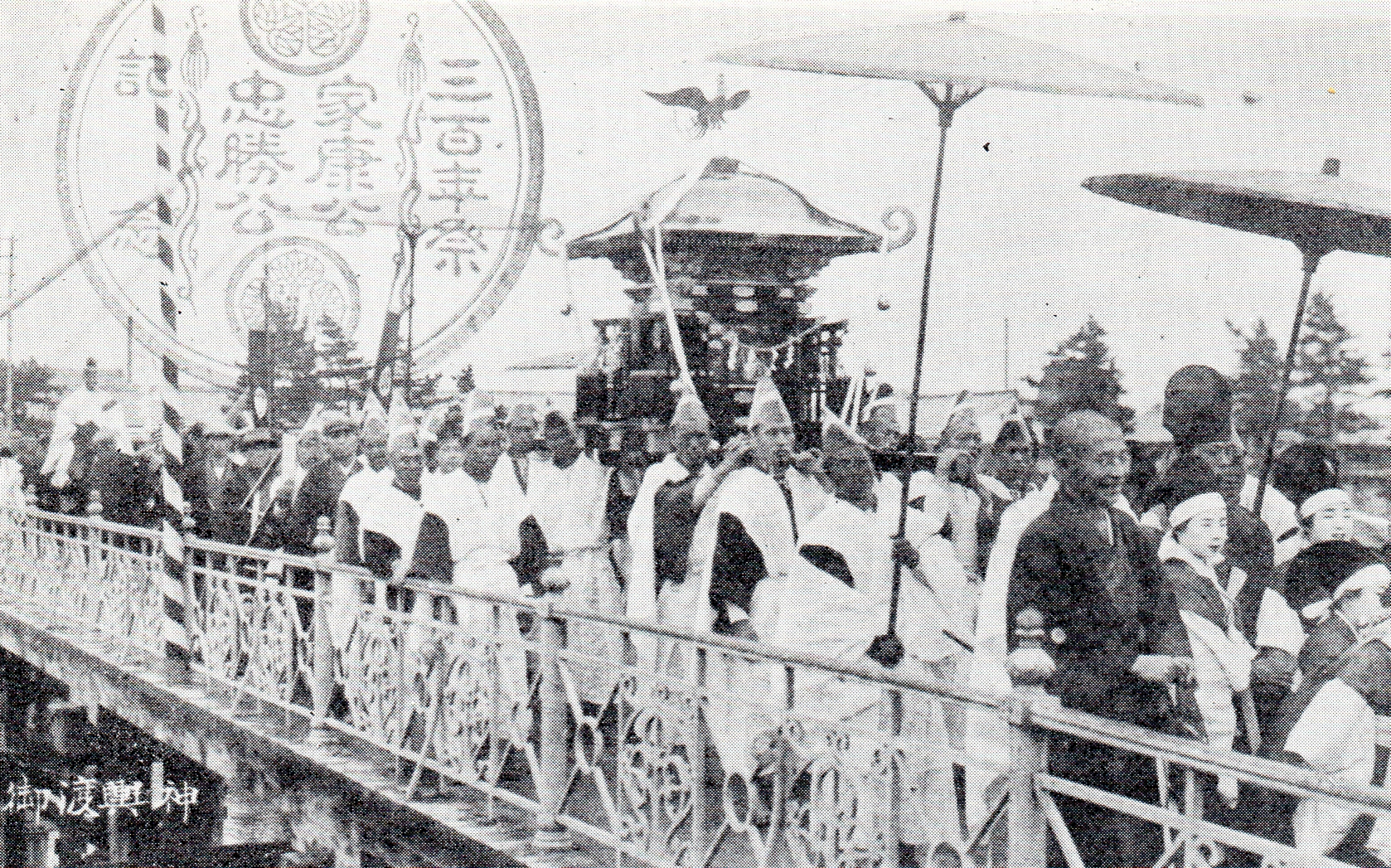
家康忠勝両公三百年祭（1915年4月）

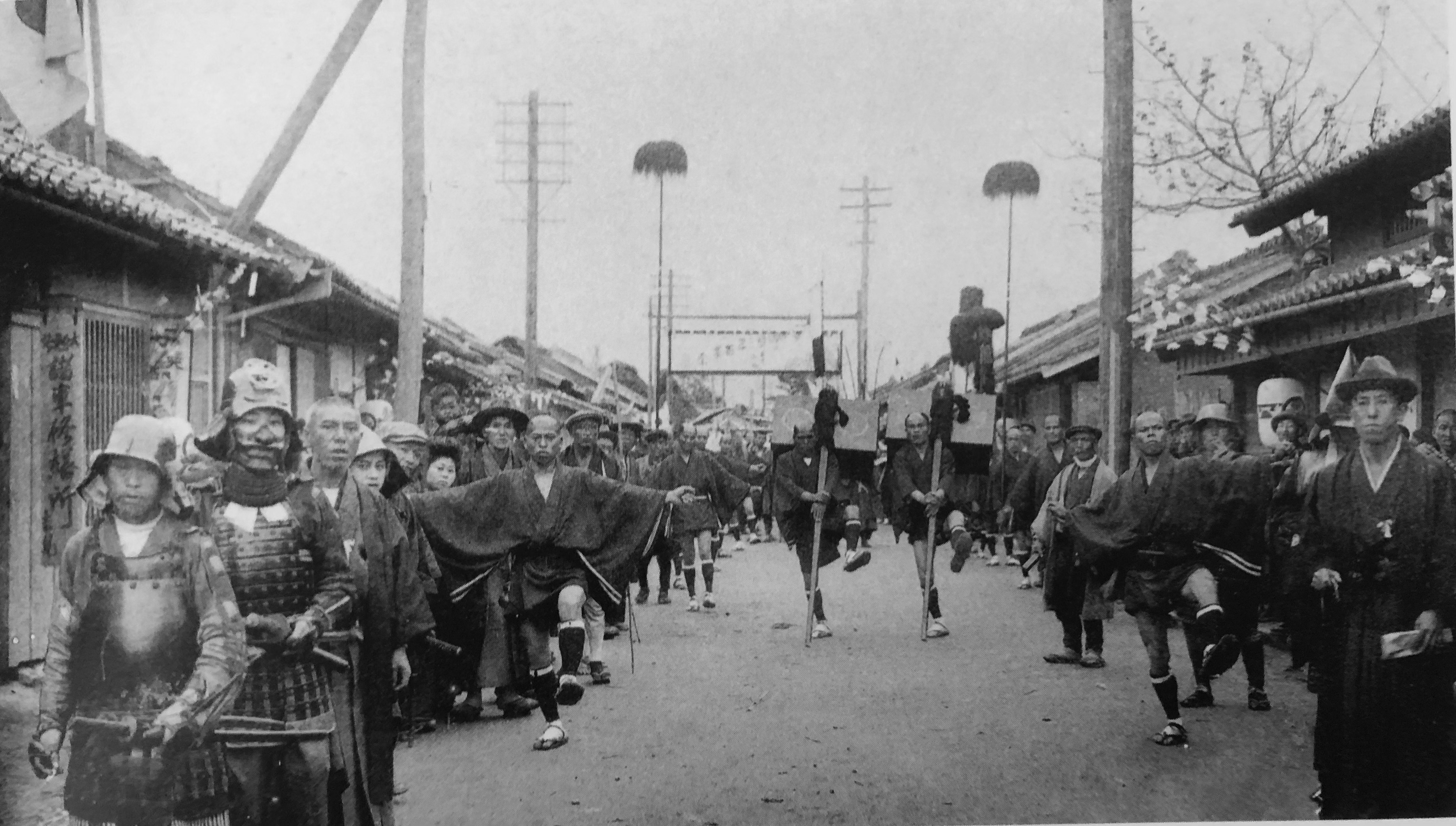
家康忠勝両公三百年祭（1915年4月）

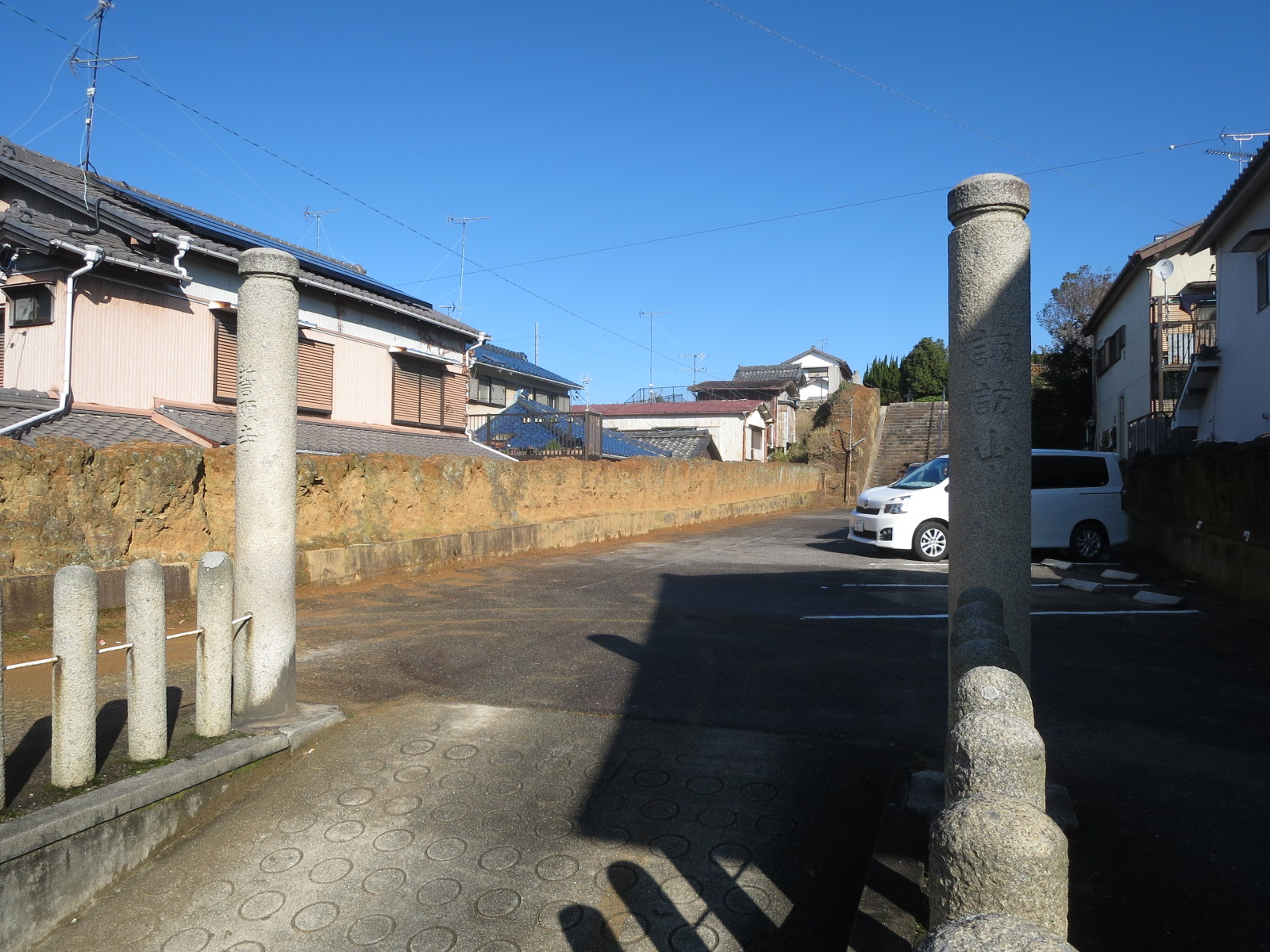
梅園町の誓願寺入口。本堂は1945年7月20日の岡崎空襲で焼失した。

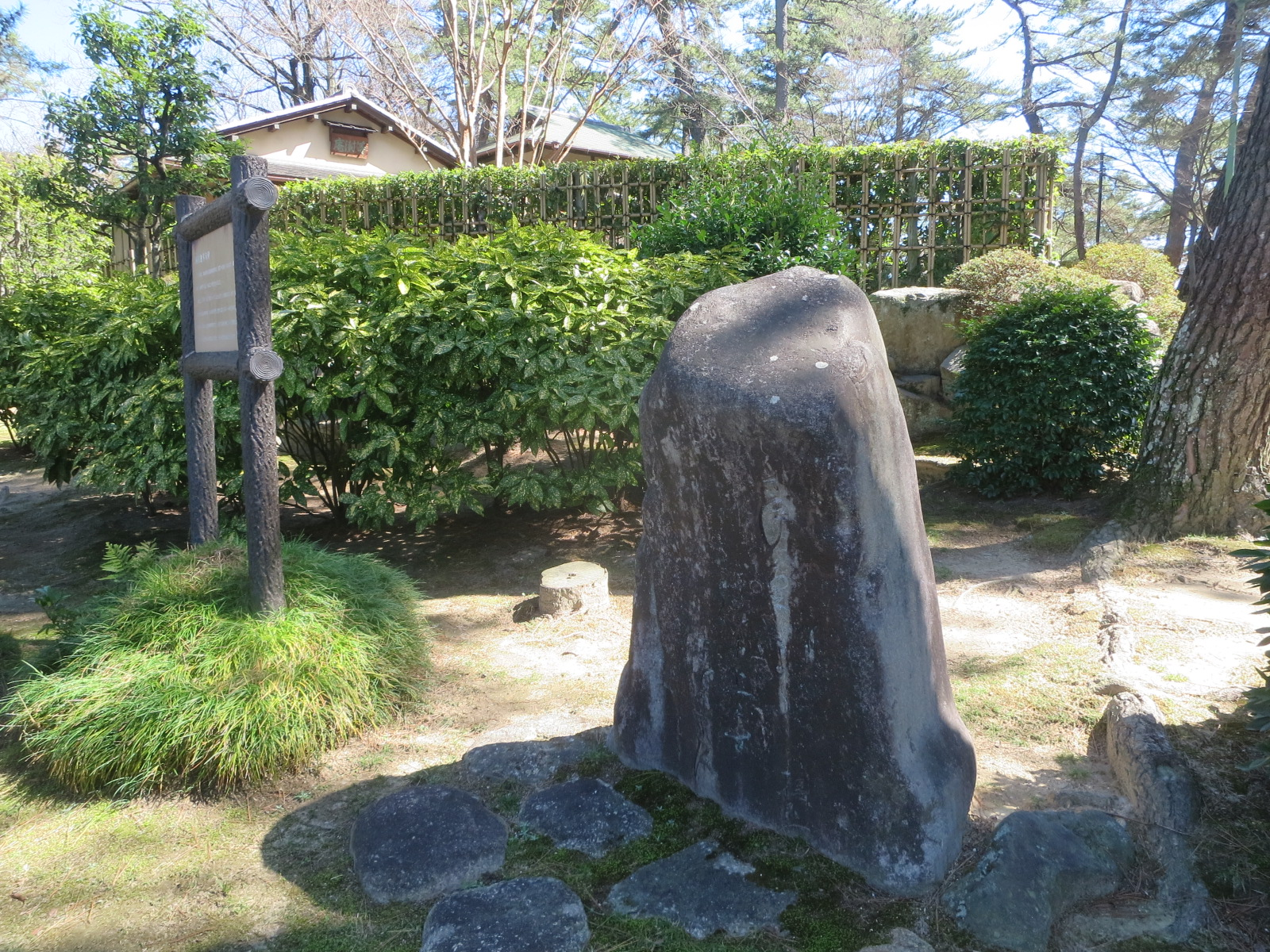
東公園内にある岡田撫琴の句碑「鮎いまだ膳に上がらずほととぎす」

千賀伝左衛門の孫として生まれる。本名は岡田太良次郎。生まれるとすぐに岡崎投町（現・岡崎市若宮町）の醤油業岡田壮太郞のもとへ養子にやられる。養父壮太郎は梅園町の誓願寺境内の茶室「不蔵庵」の維持に尽くしていたので、撫琴は「不蔵庵の息子」と呼ばれた。
岡崎連尺町（現・岡崎市連尺通）の大賀屋の植田石芝から俳句の手ほどきを受け、16、17歳の頃から俳人として頭角を現した。正岡子規の俳句運動の影響を受け俳句雑誌『甲矢』（はや）を発行。高浜虚子、河東碧梧桐、伊藤左千夫ら子規一門の俳人・歌人とも交わりがあった。そのほか交際範囲は多方面にわたっていた。特に野口雨情、若山牧水、大谷句仏などがしばしば岡崎の地を訪れたのは、そこに岡田がいたためだと言われている。
1900年（明治33年）6月、新実新十郎、菅野鉦治、大山甚八郎らと『三河商工新聞』を発刊（月3回刊行）。1906年（明治39年）には同紙を発展させた日刊新聞『三河』を安藤現慶、小田冷剣らと発刊、岡田は自ら社長となった。『三河』はやがて廃刊となるが、1911年（明治44年）、竹内竹五郎（竹内京治の義父）によって『岡崎朝報』として再興されている。
1907年（明治40年）から1908年（明治41年）にかけて、岡崎町立高等女学校（現・愛知県立岡崎北高等学校）新築を巡って賛成派と反対派の間で激しい争いが起こる（いわゆる二校三校事件）。この対立において岡田は二校派の岡崎町民同盟会副会長となり、町民に過重な負担を強いるとして高等女学校の校舎新築に反対。しかし1908年2月21日に役場前の弁天坂で発生した暴動事件の首謀者の一人として捕らわれ、懲役1年執行猶予4年の判決を受けた。
1911年（明治44年）、新たな時代の予感を感じた岡田撫琴は、安藤現慶、松井管甲、伊藤証信らと月刊『鞦韆』（ふらここ）を発行。「僕等は『このままでは物足らぬ。じっとしてはいられない。何事かせねばならぬとせめ立てられる心地がする』」と発刊の辞に記す。これらの活動を通し漱石門下の森田草平とも親交を深め、翌1912年10月招きに応じ来岡した森田草平は、その時の体験をもとに小説「岡崎日記」を雑誌「新小説」に発表。
その後も森田草平は戦前戦後を通じ何度も岡崎を訪れ、ついには「岡崎に移住したい」と漏らすようになるが、その夢は叶うことなく1949年68歳で没した。

### 大正期以後
1915年（大正4年）4月16日から「家康忠勝両公三百年祭」が開催される。徳川家康没後300年を記念し本多忠勝の霊を祀るこの催しは、岡崎の地においては史上空前の大祭であったことが伝えられている。岡田はその実行面を担当した。4月17日から25日にかけては、龍海院で、本多忠勝所用の甲冑など、武将たちの甲冑や具足の実物展覧会が行われた。
1918年（大正7年）7月12日、文学友達であった初代市長・千賀又市が急死。後任選考の際、当時北海道庁で働いていた本多敏樹を強引に口説いて第2代市長にすえたのも岡田であったと言われている。
地方の文化の上に彼が残した功績は大きく、1921年（大正10年）から始まる柴田顕正の『岡崎市史』編纂事業においては編集・刊行を強力に推進した。また翌1922年（大正11年）、近藤孝太郎から岡崎で美術展を開くアイデアを聞かされると、岡田は本多敏樹市長に進言。同年11月に全国でも珍しい公募による市民美術展である第1回「岡崎美術展」開催が実現した。以後、戦前戦後の一時期を除き毎年開催され、今日までその歴史と伝統が受け継がれている。
それからまた、友人の野口雨情、そして雨情とコンビを組んでいた作曲家の中山晋平に新しい岡崎の民謡を依頼する。地元の近藤孝太郎に歌詞を作ってもらい、それに雨情が歌詞をおぎない、中山が曲をつけて完成された「岡崎小唄」は1926年（大正15年）、岡崎劇場での発表会で公開された。1928年（昭和3年）には銀座山野楽器店から『中山晋平新民謡』の一冊として出版された。
1924年（大正13年）8月25日、日刊紙『三河日報』を発刊。岡田は社長兼主筆となった。昭和初期には、政友会系の『岡崎朝報』、中立系の『新三河』とならび民政党支持の論陣をはり、三紙鼎立時代をきずいた。
さらに、1925年（大正14年）2月、若山牧水を岡崎に招き、「若山牧水揮毫頒布会」を開催したのも、近藤孝太郎・岡田撫琴のコンビであった。「趣意書」の発行など実務は高商時代から牧水に師事していた近藤孝太郎が行った。会は予想以上の成果をあげ、揮毫料は「80口、800円ほどあった」ようである。（牧水書簡）一方歓迎会の宴席では、撫琴自身の作歌を巡って牧水との意見があわず、二人の間で激しい論争があったと伝えられる。
1926年（大正15年）1月、旧籠田町にあった総持寺の檀家と岡崎市との間で寺の敷地に岡崎郵便局を移転する旨の合意がなされると、率先して反対運動を起こした。岡崎電灯の杉浦銀蔵や前岡崎商工会議所会頭の千賀千太郎も引き入れて立ち向かうも、硬骨をもって鳴らした小瀧喜七郎助役が強硬に移転を推進したため、結局総持寺は中町へ移り、1937年（昭和12年）には郵便局も寺の跡地に移った。

### 三河日報事件
『三河日報』はやがて1929年（昭和4年）頃から経営不振となり、給料の遅配が目立つようになる。1930年（昭和5年）7月1日、岡崎合同労働組合が設立。同年12月7日、岡崎印刷技工組合が『三河日報』の印刷工を中心に設立され、組合側は岡田との交渉に入った。しかし途中から博徒の市橋栄次郎と元大相撲力士の辻敬が介入し、組合側の活動を妨害。また、元『三河日報』記者の安藤春夫が何者かに殴打され負傷した。当時は労働農民党衆議院議員・山本宣治暗殺など左翼勢力に対する白色テロが起きていたため、組合の指導者たちは非常手段で自己防衛するほかないと考え、市橋と辻の襲撃計画を立てる。
1931年（昭和6年）1月15日夜、畔柳治三雄、榊原金之助、近藤春次らは市橋に重傷を負わせた。辻に対しては未遂に終わった。翌1月16日、警察は関係者を検挙。畔柳、榊原、安藤春夫、伊藤鈴男、大須賀辰雄ら5名が傷害容疑で起訴された。それとともに当局は島田小市、畔柳治三雄、落合秀雄の3名を治安維持法違反のかどで起訴し、岡崎合同労働組合は壊滅状態となった。また『三河日報』も1935年（昭和10年）2月にはついに廃刊に追い込まれる。岡田はこれを機に不蔵庵に入り、俳画と楽焼だけを楽しむようになった。
1940年（昭和15年）5月9日に安城町で友人と酒を飲んだその翌日10日、昏睡状態に陥り死去。
1941年（昭和16年）10月、遺稿集『撫琴遺稿』（鶴田鐵山編）が不蔵庵から出版される。